# Campeonato Nacional de Peso Welter
El Campeonato Nacional de Peso Welter (Mexican National Welterweight Championship en inglés) es un campeonato de lucha libre profesional defendido en el Consejo Mundial de Lucha Libre. Este título fue creado en 1934. El campeonato sirvió para los luchadores sancionados por la Comisión de Box y Lucha Libre de México, D.F.. Si bien la Comisión aprueba el título, no promueve los eventos en los que se defiende el Campeonato. El campeonato está promovido actualmente por la empresa Consejo Mundial de Lucha Libre (CMLL) y anteriormente ha sido también promovida por Asistencia Asesoría y Administración (AAA).
Desde 1934 hasta mediados de la década de 1990, el Consejo Mundial de Lucha Libre (CMLL) controló el campeonato, desde entonces la AAA tomó el control del campeonato hasta 1998. Desde ese año, el campeonato volvió a ser controlado por el CMLL. Dado que el campeonato está designado como un título de peso wélter, el campeonato solo puede ser competido oficialmente por luchadores que pesen al menos 70 kg (154 lb) y tengan un peso máximo de 77 kg (170 lb). Sin embargo, el reglamento no se cumple estrictamente.

## Historia
El campeonato se creó el 17 de junio de 1934, lo que lo convierte en uno de los campeonatos de lucha libre profesional más antiguo que aún se promociona. Mario Núñez ganó el título al derrotar a Tony Canales en la final el 17 de junio de 1934. En los primeros días del campeonato ninguna promoción de lucha libre profesional tenía el control exclusivo del campeonato, pero a medida que la Empresa Mexicana de Lucha Libre (EMLL; más tarde rebautizada Consejo Mundial de Lucha Libre) se hizo dominante se convirtió en el principal promotor del campeonato, con la Comisión pre-aprobando a los campeones. Después de que El Felino dejara vacante el título en 1992, el control del campeonato se concedió a Asistencia Asesoría y Administración (AAA), que promovió el título durante los seis años siguientes. En 1998, el CMLL recuperó el control del Campeonato de Peso Welter cuando Arkangel de la Muerte derrotó a El Toreo en un programa del CMLL. Desde entonces el título ha sido promovido exclusivamente por el CMLL.

## Campeones

### Campeón actual
El campeón actual es Magia Blanca, quien se encuentra en su primer reinado como campeón. Magia Blanca ganó el campeonato en un Torneo Cibernético el 24 de junio de 2022 en Super Viernes.
Magia Blanca registra hasta el 19 de marzo de 2025 las siguientes defensas televisadas:
1. vs. Rey Cometa (24 de marzo de 2023, Viernes de Arena México)
2. vs. Fugaz (19 de mayo de 2023, Viernes de Arena México)
3. vs. Pegasso (17 de julio de 2023, 70 Aniversario Arena Puebla)
4. vs. Fugaz (8 de diciembre de 2023, Viernes de Arena México)
5. vs. Fugaz (24 de febrero de 2024, Sábado de Arena Coliseo)
6. vs. Dulce Gardenia (14 de julio de 2024, Arena Coliseo Tony Areyano, Torreón, Coahuila)

### Lista de campeones
|                                                                  | Luchador                | N.º | Fecha                    | Días | Show o evento               | Notas y referencias                                                                                         |  |
| ---------------------------------------------------------------- | ----------------------- | --- | ------------------------ | ---- | --------------------------- | --- |  |
| Empresa Mexicana de Lucha Libre / Consejo Mundial de Lucha Libre |                         |     |                          |      |                             | |  |
| 1                                                                | Mario Nuñez             | 1   | 17 de junio de 1934      | N/A  | House Show                  | Derrotó a Tony Canales para convertirse en el primer campeón.                                               |  |
| —                                                                | Vacante                 | —   | N/A                      | —    | N/A                         | Campeonato vacante por razones desconocidas.                                                                |  |
| 2                                                                | Tarzán López            | 1   | 11 de marzo de 1936      | N/A  | House Show                  | Derrotó a Dientes Hernández por el campeonato vacante.                                                      |  |
| —                                                                | Vacante                 | —   | 1939                     | —    | N/A                         | Campeonato vacante por razones desconocidas.                                                                |  |
| 3                                                                | Bobby Arreola           | 1   | 3 de febrero de 1940     | N/A  | House Show                  | |  |
| —                                                                | Vacante                 | —   | Noviembre de 1940        | —    | N/A                         | Campeonato vacante por razones desconocidas.                                                                |  |
| 4                                                                | Lobo Negro              | 1   | 6 de abril de 1941       | 231  | House Show                  | Derrotó a Bobby Bonales en la final de un torneo.                                                           |  |
| 5                                                                | Jak O'Brien             | 1   | 23 de noviembre de 1941  | 98   | House Show                  | |  |
| 6                                                                | Ciclón Veloz            | 1   | 1 de marzo de 1942       | 357  | House Show                  | |  |
| 7                                                                | El Santo                | 1   | 21 de febrero de 1943    | 362  | House Show                  | |  |
| 8                                                                | Jack O'Brien            | 2   | 18 de febrero de 1944    | 427  | House Show                  | |  |
| 9                                                                | Gory Guerrero           | 1   | 20 de abril de 1945      | 311  | House Show                  | |  |
| —                                                                | Vacante                 | —   | 25 de febrero de 1946    | —    | N/A                         | El campeonato quedó vacante después de que López ganara el Campeonato Mundial de Peso Medio de la NWA.      |  |
| 10                                                               | El Santo                | 2   | 1950                     | N/A  | House Show                  | Los registros no son claros sobre a quién derrotó Santo, así como cuándo y dónde.                           |  |
| 11                                                               | Blue Demon              | 1   | 25 de septiembre de 1953 | N/A  | House Show                  | |  |
| —                                                                | Vacante                 | —   | N/A                      | —    | N/A                         | Campeonato vacante por razones desconocidas.                                                                |  |
| 12                                                               | Jalisco González        | 1   | 5 de octubre de 1956     | 148  | House Show                  | Derrotó a El Enfermero en la final de un torneo.                                                            |  |
| 13                                                               | Karloff Lagarde         | 1   | 2 de marzo de 1957       | 1859 | House Show                  | |  |
| 14                                                               | Blue Demon              | 2   | 4 de abril de 1962       | 24   | House Show                  | |  |
| 15                                                               | Karloff Lagarde         | 2   | 28 de abril de 1962      | N/A  | House Show                  | |  |
| —                                                                | Vacante                 | —   | 1963                     | —    | N/A                         | El campeonato quedó vacante después de que López ganara el Campeonato Mundial de Peso Welter de la NWA.     |  |
| 16                                                               | Javier Escobedo         | 1   | 31 de mayo de 1956       | 1758 | House Show                  | Derrotó a Halcón Dorado en la final de un torneo                                                            |  |
| —                                                                | Vacante                 | —   | 1964                     | —    | N/A                         | Campeonato vacante tras la muerte de Escobedo en un accidente de automóvil.                                 |  |
| 17                                                               | Rizardo Ruiz            | 1   | 21 de abril de 1964      | 267  | House Show                  | Derrotó a Black Shadow en la final de un torneo                                                             |  |
| 18                                                               | Huracán Ramírez         | 1   | 13 de enero de 1965      | 389  | House Show                  | |  |
| 19                                                               | Alberto Muñoz           | 1   | 6 de febrero de 1966     | 987  | House Show                  | |  |
| —                                                                | Vacante                 | —   | 20 de octubre de 1968    | —    | N/A                         | El campeonato quedó vacante después de que Guajardo ganara el Campeonato Mundial de Peso Medio de la NWA.   |  |
| 20                                                               | Huracán Ramírez         | 2   | 14 de junio de 1969      | 87   | House Show                  | |  |
| 21                                                               | Karloff Lagarde         | 3   | 9 de septiembre de 1969  | 329  | House Show                  | |  |
| 22                                                               | Huracán Ramírez         | 3   | 4 de agosto de 1970      | 808  | House Show                  | |  |
| 23                                                               | Karloff Lagarde         | 4   | 20 de octubre de 1972    | 295  | House Show                  | |  |
| 24                                                               | El Márquez              | 1   | 11 de agosto de 1973     | 53   | House Show                  | |  |
| 25                                                               | Fishman                 | 1   | 3 de octubre de 1973     | 577  | House show                  | |  |
| —                                                                | Vacante                 | —   | 3 de mayo de 1975        | —    | N/A                         | Campeonato vacante por razones que no han sido documentadas.                                                |  |
| 26                                                               | Fishman                 | 2   | 12 de octubre de 1975    | 180  | House show                  | Derrotó a Alberto Muñoz en la final de un torneo                                                            |  |
| —                                                                | Vacante                 | —   | 9 de abril de 1976       | —    | N/A                         | El campeonato quedó vacante después de que Aníbal ganara el Campeonato Mundial de Peso Welter de la NWA.    |  |
| 27                                                               | Blue Demon              | 3   | 30 de julio de 1976      | 212  | House show                  | Derrotó a Mano Negra en la final de un torneo                                                               |  |
| 28                                                               | Fishman                 | 3   | 27 de febrero de 1977    | 210  | House show                  | |  |
| 29                                                               | Kung Fu                 | 1   | 25 de septiembre de 1977 | 135  | House show                  | |  |
| 30                                                               | Américo Rocca           | 1   | 7 de febrero de 1978     | 435  | House show                  | |  |
| 31                                                               | Lizmark                 | 1   | 18 de abril de 1979      | 346  | House show                  | |  |
| 32                                                               | Américo Rocca           | 2   | 29 de marzo de 1980      | 217  | House show                  | |  |
| 33                                                               | Franco Columbo          | 1   | 1 de noviembre de 1980   | 92   | House show                  | |  |
| 34                                                               | El Supremo              | 1   | 1 de febrero de 1981     | 422  | House show                  | |  |
| 35                                                               | Talismán                | 1   | 30 de marzo de 1982      | 227  | House show                  | |  |
| 36                                                               | Mocho Cota              | 1   | 12 de noviembre de 1982  | 275  | House show                  | |  |
| 37                                                               | Chamaco Valaguez        | 1   | 14 de agosto de 1983     | 347  | House show                  | |  |
| —                                                                | Vacante                 | —   | 26 de julio de 1984      | —    | N/A                         | El campeonato quedó vacante después de que Valaguez ganara el Campeonato Mundial de Peso Welter de la NWA.  |  |
| 38                                                               | Talismán                | 2   | 19 de agosto de 1984     | 222  | House show                  | Derrotó a Américo Rocca en la final de un torneo                                                            |  |
| 39                                                               | Américo Rocca           | 3   | 29 de marzo de 1985      | 156  | House show                  | |  |
| 40                                                               | El Dandy                | 1   | 1 de septiembre de 1985  | 77   | House show                  | |  |
| —                                                                | Vacante                 | —   | 17 de noviembre de 1985  | —    | N/A                         | El campeonato quedó vacante después de que Dandy ganara el Campeonato Mundial de Peso Welter de la NWA.     |  |
| 41                                                               | Fuerza Guerrera         | 1   | 3 de diciembre de 1985   | N/A  | House Show                  | Derrotó a Javier Cruz por el campeonato vacante.                                                            |  |
| —                                                                | Vacante                 | —   | 3 de junio de 1983       | —    | N/A                         | El campeonato quedó vacante después de que Fuerza Guerrera dejó EMLL.                                       |  |
| 42                                                               | Símbolo                 | 1   | 27 de enero de 1987      | 173  | House Show                  | Derrotó a Solar II en la final de un torneo.                                                                |  |
| 43                                                               | Águila Solitaria        | 1   | 19 de julio de 1987      | 412  | House show                  | |  |
| 44                                                               | Bestia Salvaje          | 1   | 3 de septiembre de 1988  | 176  | House show                  | |  |
| 45                                                               | Ángel Azteca            | 1   | 26 de febrero de 1989    | 61   | House show                  | |  |
| —                                                                | Vacante                 | —   | 28 de abril de 1989      | —    | N/A                         | El campeonato quedó vacante después de que Ángel Azteca ganó el Campeonato Mundial de Peso Medio de la NWA. |  |
| 46                                                               | Ciclón Ramírez          | 1   | 21 de mayo de 1989       | 606  | House Show                  | |  |
| 47                                                               | Canelo Casas            | 1   | 25 de julio de 1990      | 203  | House show                  | |  |
| 48                                                               | Ciclón Ramírez          | 1   | 13 de febrero de 1991    | 508  | House show                  | |  |
| 49                                                               | El Felino               | 1   | 5 de julio de 1992       | 33   | House Show                  | |  |
| —                                                                | Vacante                 | —   | 7 de agosto de 1992      | —    | N/A                         | El campeonato quedó vacante después de que Felino ganó el Campeonato Mundial de Peso Welter del CMLL.       |  |
| 50                                                               | Ciclón Ramírez          | 1   | 16 de agosto de 1992     | 45   | House Show                  | Derrotó a Fantasma de la Quebrada en la final de un torneo.                                                 |  |
| Asistencia Asesoría y Administración                             |                         |     |                          |      |                             | |  |
| 51                                                               | Fantasma de la Quebrada | 1   | 30 de septiembre de 1992 | 28   | House show                  | |  |
| 52                                                               | Rey Misterio Jr.        | 1   | 30 de abril de 1994      | 121  | AAA Sin Límite              | |  |
| 53                                                               | Heavy Metal             | 2   | 26 de febrero de 1993    | 245  | AAA Sin Límite              | Antes conocido como Canelo Casas.                                                                           |  |
| 54                                                               | El Hijo del Santo       | 1   | 29 de octubre de 1993    | 551  | AAA Sin Límite              | |  |
| 55                                                               | Psicosis                | 1   | 3 de mayo de 1995        | 260  | AAA Sin Límite              | |  |
| 56                                                               | Ultraman 2000           | 1   | 18 de enero de 1996      | 61   | House Show                  | |  |
| —                                                                | Vacante                 | —   | 19 de marzo de 1996      | —    | N/A                         | El campeonato quedó vacante cuando Ultraman 2000 cambió su identidad a Damián 666.                          |  |
| 57                                                               | Psicosis                | 1   | 14 de febrero de 1997    | 2    | House Show                  | Derrotó a Super Elektra en la final de un torneo                                                            |  |
| 58                                                               | El Salsero              | 1   | 16 de febrero de 1997    | 117  | House show                  | |  |
| 59                                                               | Nygma                   | 1   | 13 de junio de 1997      | 42   | House show                  | |  |
| 60                                                               | El Torero               | 1   | 25 de julio de 1997      | 427  | House show                  | |  |
| Consejo Mundial de Lucha Libre                                   |                         |     |                          |      |                             | |  |
| 61                                                               | Arkangel de la Muerte   | 1   | 25 de septiembre de 1998 | 178  | House Show                  | |  |
| 62                                                               | Astro Rey Jr.           | 1   | 22 de marzo de 1999      | 581  | Lunes Arena Puebla          | |  |
| 63                                                               | Karloff Lagarde Jr.     | 1   | 23 de octubre de 2000    | 176  | Lunes Arena Puebla          | |  |
| 64                                                               | Tigre Blanco            | 1   | 17 de abril de 2001      | 693  | Martes de Coliseo           | |  |
| 65                                                               | Doctor X                | 1   | 11 de marzo de 2003      | 794  | Martes de Coliseo           | |  |
| 66                                                               | La Máscara              | 1   | 13 de mayo de 2005       | 583  | CMLL Televisa               | |  |
| 67                                                               | Sangre Azteca           | 1   | 17 de diciembre de 2006  | 973  | Domingos de Coliseo         | |  |
| 68                                                               | Valiente                | 1   | 16 de agosto de 2009     | 698  | Domingos Arena México       | |  |
| 69                                                               | Polvora                 | 1   | 15 de julio de 2011      | 417  | CMLL Fox Sports             | |  |
| 70                                                               | Titán                   | 1   | 4 de septiembre de 2012  | 198  | CMLL Cadena Tres            | |  |
| —                                                                | Vacante                 | —   | 21 de marzo de 2013      | —    | N/A                         | El campeonato quedó vacante debido a una lesión de Titán.                                                   |  |
| 71                                                               | Averno                  | 1   | 26 de abril de 2013      | 219  | 57 Aniversario Arena México | |  |
| 72                                                               | Titán                   | 2   | 1 de diciembre de 2013   | 518  | CMLL Guerreros del Ring     | |  |
| 73                                                               | Bárbaro Cavernario      | 1   | 3 de mayo de 2015        | 404  | CMLL Titanes del Ring       | |  |
| 74                                                               | Rey Cometa              | 1   | 10 de junio de 2016      | 336  | Super Viernes               | |  |
| 75                                                               | Soberano Jr.            | 1   | 12 de mayo de 2017       | 1664 | Super Viernes               | |  |
| —                                                                | Vacante                 | —   | 1 de diciembre de 2021   | —    | N/A                         | El campeonato quedó vacante debido a que Soberano dejó la categoría wélter.                                 |  |
| 76                                                               | Magia Blanca            | 1   | 24 de junio de 2022      | 999+ | Super Viernes               | Eliminó a Rey Cometa en la final de un torneo cibernético para ganar el campeonato vacante                  |  |

### Mayor cantidad de reinados
| Reinados | Luchador (es)                                                               |
| -------- | --------------------------------------------------------------------------- |
| 4 veces  | Karloff Lagarde                                                             |
| 3 veces  | Huracán Ramírez, Blue Demon, Fishman, Américo Rocca, Ciclón Ramírez         |
| 2 veces  | Jack O'Brien, El Santo, Talismán, Heavy Metal/Canelo Casas, Psicosis, Titán |